# بورجي وبيس (فلم)
بورجي وبيس (بالإنجليزية: Porgy and Bess) هو فيلم موسيقي تم إنتاجه في الولايات المتحدة وصدر في سنة 1959. الفيلم من إخراج أوتو بريمنغر.

## طاقم التمثيل
- سيدني بواتييه

### ترشيحات وجوائز
| السنة | الحدث  | الفئة               | النتيجة  |
| ----- | ------ | ------------------- | -------- |
|       | أوسكار | أحسن موسيقى تصويرية | فـــــوز |

## الميزانية والإيرادات
بلغت تكلفة إنتاج الفيلم حوالي 7 ملايين دولار.

## وصلات خارجية
- مقالات تستعمل روابط فنية بلا صلة مع ويكي بيانات

1. ↑  "معلومات عن بورجي وبيس (فيلم) على موقع filmaffinity.com". filmaffinity.com. مؤرشف من الأصل في 2015-10-10.
2. ↑  "معلومات عن بورجي وبيس (فيلم) على موقع id.loc.gov". id.loc.gov. مؤرشف من الأصل في 2019-12-09.
3. ↑  "معلومات عن بورجي وبيس (فيلم) على موقع svenskfilmdatabas.se". svenskfilmdatabas.se. مؤرشف من الأصل في 2019-12-09.